# Чезаре Аугусто (Кјети)
Чезаре Аугусто (итал. Cesare Augusto) је насеље у Италији у округу Кјети, региону Абруцо.
Према процени из 2011. у насељу је живело 21 становника. Насеље се налази на надморској висини од 206 м.